# Quentalia intranea
Quentalia intranea is een vlinder uit de familie van de echte spinners (Bombycidae). De wetenschappelijke naam van de soort is voor het eerst geldig gepubliceerd in 1914 door Paul Dognin.